# Gare de Xermaménil - Lamath
La gare de Xermaménil - Lamath est une ancienne gare ferroviaire française de la ligne de Mont-sur-Meurthe à Bruyères, située sur le territoire de la commune de Lamath, et proche de la commune de Xermaménil, dans le département de Meurthe-et-Moselle en Lorraine. Elle est fermée lors de l'arrêt du trafic voyageur de la ligne en 1980.

## Situation ferroviaire
La gare de  Xermaménil -  Lamath est située au point kilométrique, pk 3.38, de l'ancienne ligne de Mont-sur-Meurthe à Bruyères, entre la gare de Mont-sur-Meurthe et la gare de Gerbéviller.

## Histoire
Dès 1873, une concession prévoit une ligne de chemin de fer débutant à la gare de Mont-sur-Meurthe, en embranchement de la grande ligne, pour aller desservir les industries de Gerbéviller. Néanmoins il faut attendre le 28 octobre 1882 pour que l'embranchement, finalement réalisé par l'État, soit livré à la circulation par la compagnie de l'Est qui en assure provisoirement l'exploitation, décret du 1er septembre 1882.
La ligne Mont-sur-Meurthe - Bruyères est déclarée d'utilité publique en 1878 dans le cadre du plan Freycinet, elle porte le numéro 21. La voie unique à écartement normal est achevée dans sa totalité  en 1911 après de longues années d'études, tractations et travaux. L'exploitation est confiée à la Compagnie des chemins de fer secondaires du Nord-Est (CFSNE), par affermage en 1934, elle sera remplacée dans les années 1960 par la Société générale des chemins de fer et transports automobiles (CFTA).
En septembre 1970, madame Geoffroy prend sa retraite après 23 ans passés comme chef de gare, après avoir pris ses fonctions le 1er juillet 1947. Pour la presse elle donne un témoignage de son travail (voir image ci-dessous), elle était également responsable du passage à niveau qui comportait une barrière sur roulettes jusqu'en 1958. Durant ces années il y avait de 12 à 13 autorails quotidiens qui s'arrêtaient en gare. Le 1er avril 1971 le trafic voyageurs est transféré sur la route, sauf un aller-retour quotidien. La fermeture totale du trafic voyageur a lieu le 1er juin 1980 et la fermeture totale de la ligne en 1982.

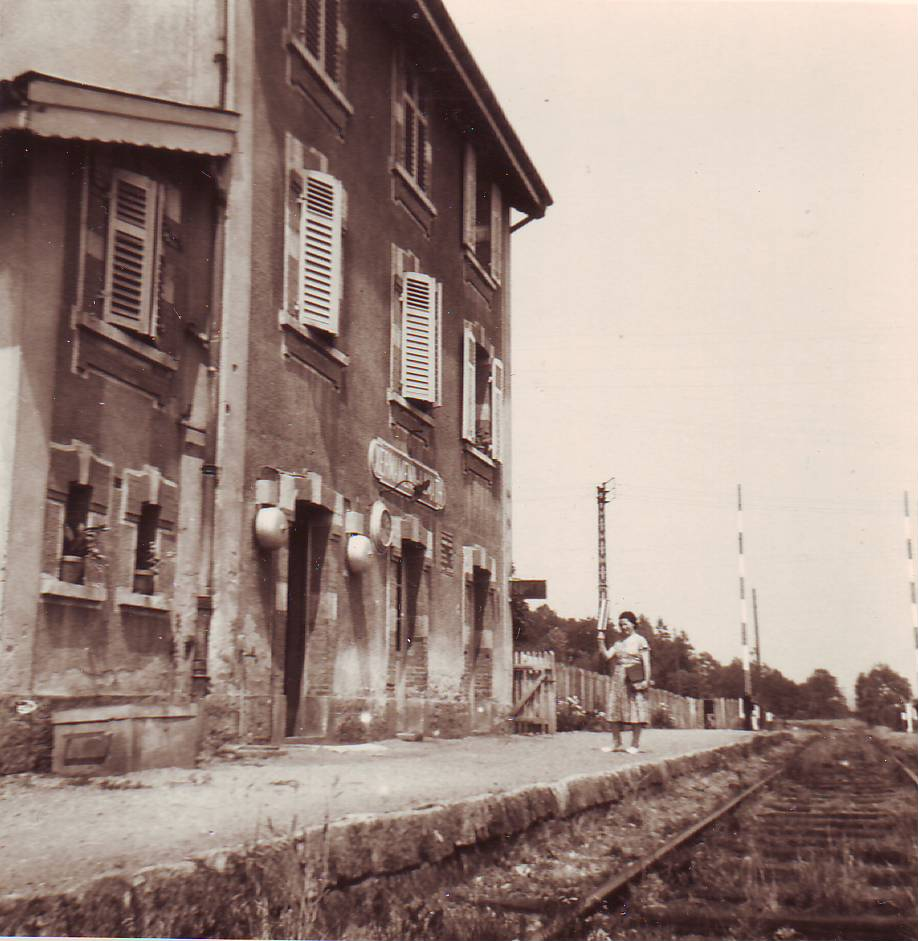
Gare vers 1966.
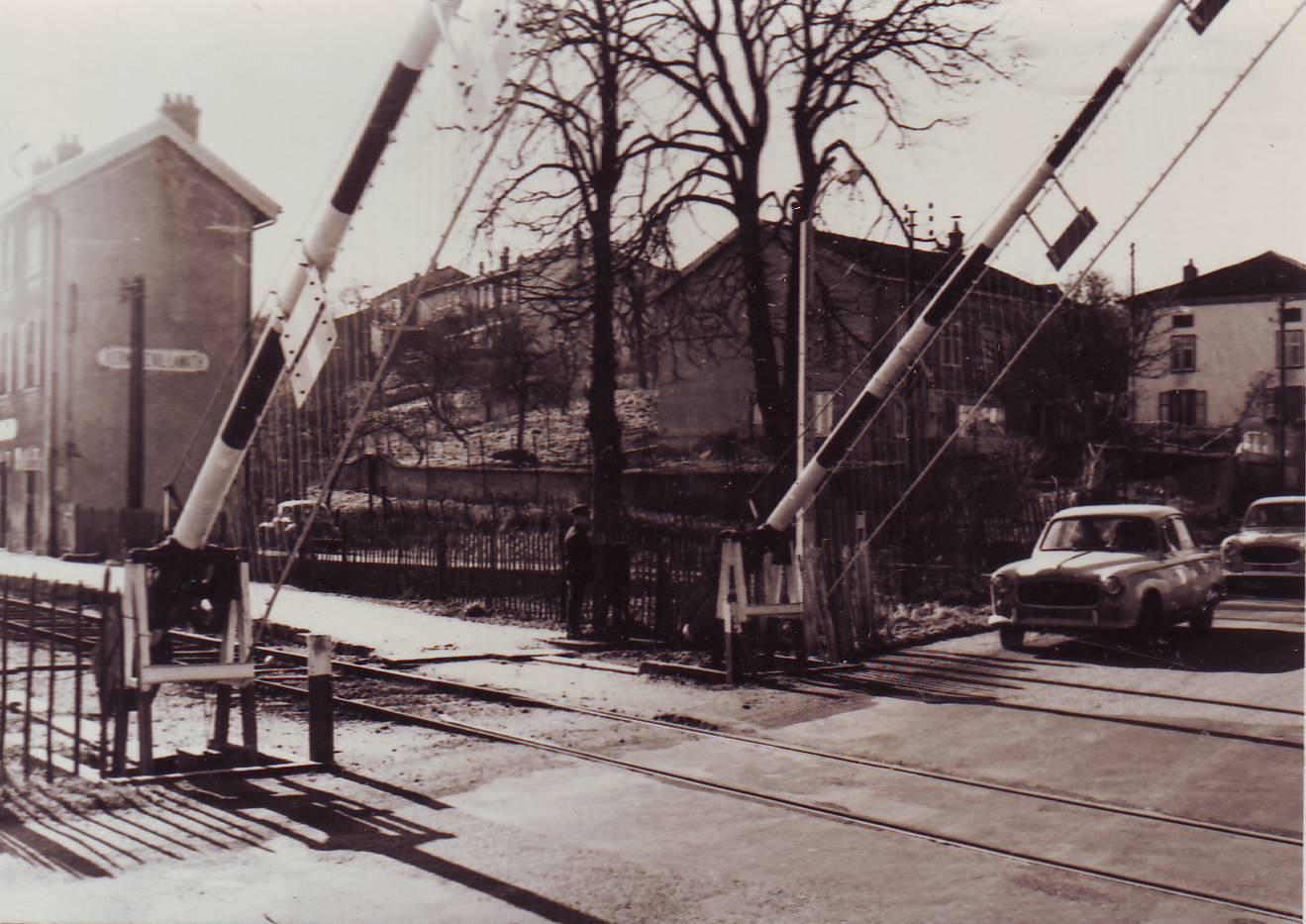
Passage à niveau vers 1966.
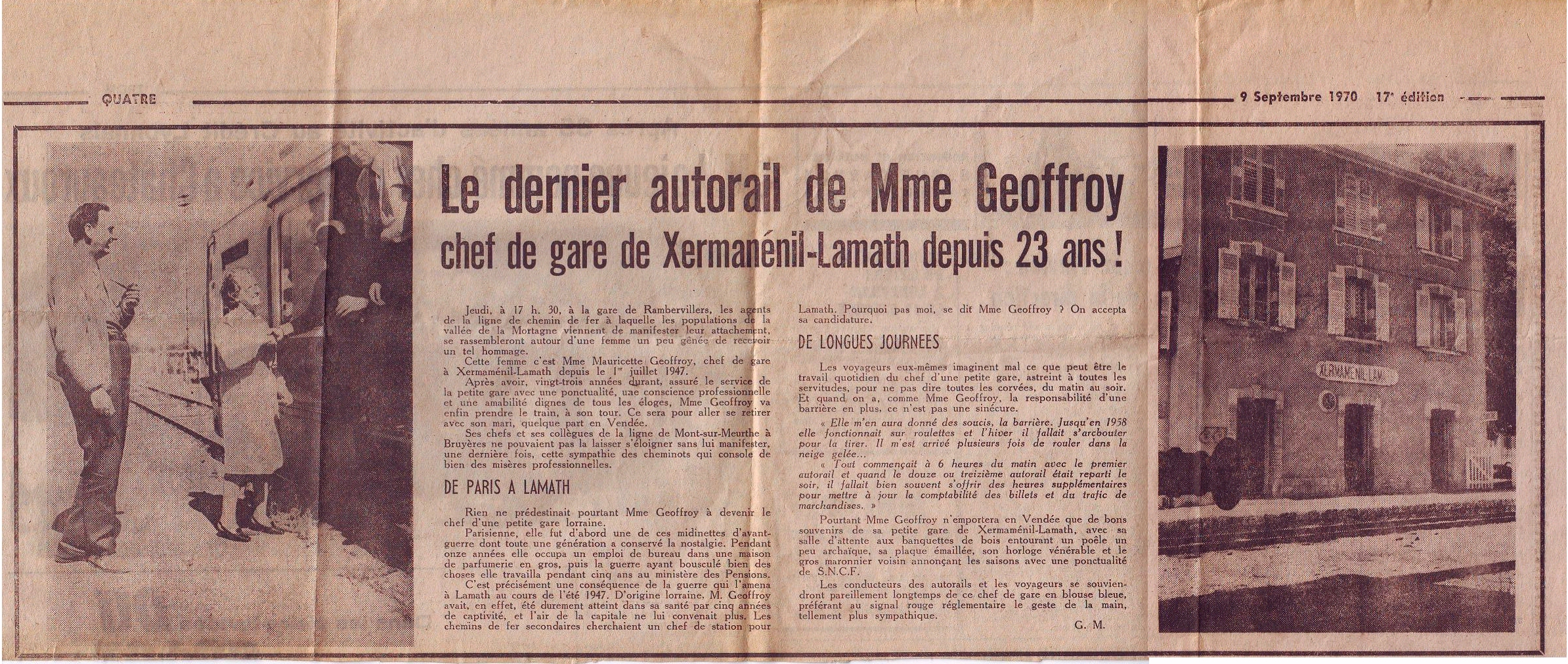
Article Est Républicain de 1970.

## La gare aujourd'hui
Les bâtiments sont désaffectés, mais la voie existe toujours, il est possible de passer en gare en draisine à partir du Vélorail du Val de Mortagne à partir de la gare de Magnières.

## Service TER routier
Xermamenil est desservie par les autocars TER Lorraine  de la ligne 14 : Lunéville  - Rambervillers - Bruyères